# آب هیدروژنه
آب هیدروژنه یا آب غنی از هیدروژن آبی است که دارای مولکول‌های هیدروژن محلول در آن است. هیدروژنِ مولکولی تحت فشار و طی فرایندهایی در این آب افزایش بافته‌است. این فرایندها از زمانی آغاز شد که در سال ۲۰۰۷ تیمی از پژوهشگران در ژاپن دریافتند هیدروژن می‌تواند مانند آنتی‌اکسیدان عمل کرده و مغز را از رادیکال‌های آزاد محافظت کند. این رویداد، توجه به پتانسیل هیدروژن را به صورت مولکولی در سراسر جهان جهت افزایش سلامتی برانگیخت و پژوهش‌های موفقیت‌آمیزی را منجر شد.
تولید آب هیدروژنه از طریق الکترولیز (برق کافت) است.

## مکانیسم عمل
با نوشیدن منظم آب هیدروژنه تأثیرات آن بر بدن محسوس می‌شود. این آب به دو صورت کارخانه‌ای و خانگی در دسترس است. گونهٔ نخست آن به شکل آب‌هایی با بسته‌بندی کارخانه‌ای مانند آب معدنی عرضه می‌شود. گونهٔ دیگرِ آن توسط دستگاه‌هایی نظیر استیک آلکالاین ایجاد می‌شود که امکان تهیهٔ آن برای مصارف روزانه وجود دارد.

## تأثیرات آن بر سلامتی
براساس یافته‌های علمی، آب هیدروژنه به دلیل داشتن میزان بالایی از هیدروژنِ مولکولی که به عنوان قوی‌ترین آنتی‌اکسیدان شناخته شده‌است خاصیت درمانی بسیاری دارد و سبب ارتقای سلامتی و شادابی بدن می‌شود. از جملهٔ این تأثیرات که تعدادی توسط محققان به اثبات نهایی رسیده‌است، کاهش خستگی و خستگی عضلانی، کاهش تأثیرات استرس اکسیداتیو، ضد پیری، درمانی برای آلرژی و ضدالتهاب، بهبود سلامت قلب و عروق و همچنین عروق مغزی، پیشگیری و درمان سرطان، از بین بردن عوارض جانبی شیمی‌درمانی و پرتودرمانی، بهبود دیابت، کمک به لاغری و کاهش وزن و همچنین پاکسازی کبد و سایر اندام‌ها می‌باشد.